# Helena Velická
Helena Velická (* 4. dubna 1979 v Praze) je česká violoncellistka a sbormistryně. 

## Hudební činnost

### Studium
Na Pražské konzervatoři vystudovala obor hra na violoncello u prof. Jana Páleníčka (absolvovala roku 1999) a poté na Pedagogické fakultě Karlovy univerzity u prof. Jiřího Koláře a Ivany Štíbrové obor sbormistrovství (absolvovala roku 2006 obhájenou diplomovou prací nazvanou „Osobnost Ralpha Vaughana Williamse se zaměřením na analýzu jeho 7. symfonie“). Během studií absolvovala v roce 2003 půlroční (podle jiných zdrojů roční) studijní pobyt v irském Dublinu, kde také koncertovala.
Účastnila se též několika mistrovských kurzů v Česku i v zahraničí, např.:
- Prague Summer Academy (1998)
- mezinárodní Akademii komorní hudby Sándora Végha na zámku Dobříš (1999)
- Center for Creative Youth na Wesleyan University ve Spojených státech amerických (1995)
- orchestrální kurzy Die Internationale Sommer Akademie v německém Pommersfelden (1994, 1996, 1999 a 2000)
- Musik Festival v Arosa/Švýcarsko

### Profesionální činnost
Je zakládající členkou violoncellového tria Včelli (2004) a vede pěvecký sbor MáTa (2006). Sborovému zpěvu a hře na violoncello vyučuje od roku 1998 na hudební škole v Praze-Vršovicích (ZUŠ Bajkalská). Jako host vystupuje také coby violoncellistka ve Stavovském divadle ve hře Mikve.
V letech 2000 až 2004 byla členkou doprovodné kapely Daniela Hůlky. Pravidelně vystupuje v Česku i v zahraničí (Německo, Rakousko, Slovensko, Francie, Irsko, USA), pravidelně interpretuje soudobou hudbu a provádí premiéry nových děl, je členkou komorního sdružení soudobé hudby Konvergence, Komorního orchestru Pavla Haase, Komorního orchestru Berg, externí hráčkou Národního divadla a bývalou dlouholetou členkou ženského pěveckého sboru Iuventus Paedagogica. Spolupracuje s interprety vážné i populární hudby, pravidelně účinkuje na hudebních festivalech a vystupuje jako sólový hudební doprovod v mnoha činoherních projektech.
Často též spolupracuje s rozhlasem i televizí a účastní se nahrávání CD různých hudebních žánrů (například s Ivou Bittovou, Hanou Zagorovou nebo Milošem Štědroněm).

### Úspěchy a ocenění
Ve své umělecké kariéře zaznamenala řadu úspěchů a ocenění, například:
- vítězka celostátní soutěže v kategorii smyčcových kvartet (Praha 1989)
- vítězka celostátní soutěže mladých violoncellistů (díky tomu sólově vystoupila ve Dvořákově síni Rudolfina)
- 2. místo na Duškově soutěži (Praha 1993)
- 3. místo v mezinárodní soutěži v Hradci nad Moravicí
- čestné uznání z mezinárodní soutěže v rakouském Liezenu (1994)